# Klada FLAG
Klada FLAG je nekadašnja klada glavočika sa statusom podtribuisa u potporodici Asteroideae, dio tribusa Gnaphalieae. U nju su uključena 32 roda a ime je dobila po prvim slovima velikih rodova Filago, Leontopodium, Antennaria i Gamochaeta.

## Subtribusi i rodovi
1. Subtribus FLAG clade
  1. Omalotheca Cass. (9 spp.)
  2. Castroviejoa Galbany et al. (2 spp.)
  3. Psilocarphus Nutt. (4 spp.)
  4. Logfia Cass. (11 spp.)
  5. Micropus L. (1 sp.)
  6. Chamaepus Wagenitz (1 sp.)
  7. Gnomophalium Greuter (1 sp.)
  8. Stylocline Nutt. (8 spp.)
  9. Ancistrocarphus A. Gray (2 spp.)
  10. Hesperevax (A. Gray) A. Gray (3 spp.)
  11. Bombycilaena (DC.) Smoljan. (3 spp.)
  12. Filago L. (46 spp.)
  13. Leontopodium (Pers.) R. Br. (57 spp.)
  14. Mexerion G. L. Nesom (2 spp.)
  15. Gnaphaliothamnus Kirp. (9 spp.)
  16. Jalcophila M. O. Dillon & Sagást. (3 spp.)
  17. Andicolea Mayta & Molinari (20 spp.)
  18. Mniodes (A. Gray) Benth. & Hook. fil. (24 spp.)
  19. Diaperia Nutt. (3 spp.)
  20. Antennaria Gaertn. (45 spp.)
  21. Dielitzia P. S. Short (1 sp.)
  22. Cuatrecasasiella H. Rob. (2 spp.)
  23. Chryselium Urtubey & S. E. Freire (1 sp.)
  24. Chevreulia Cass. (6 spp.)
  25. Gamochaeta Wedd. (59 spp.)
  26. Chionolaena DC. (16 spp.)
  27. Lucilia Cass. (8 spp.)
  28. Belloa J. Rémy (5 spp.)
  29. Berroa Beauverd (1 sp.)
  30. Facelis Cass. (3 spp.)
  31. Micropsis DC. (5 spp.)
  32. Raouliopsis S. F. Blake (2 spp.)

## Vanjske poveznice
|  | Zajednički poslužitelj ima još gradiva o temi Filago |
|  | Wikivrste imaju podatke o taksonu Gnaphalieae        |